# DeLaval

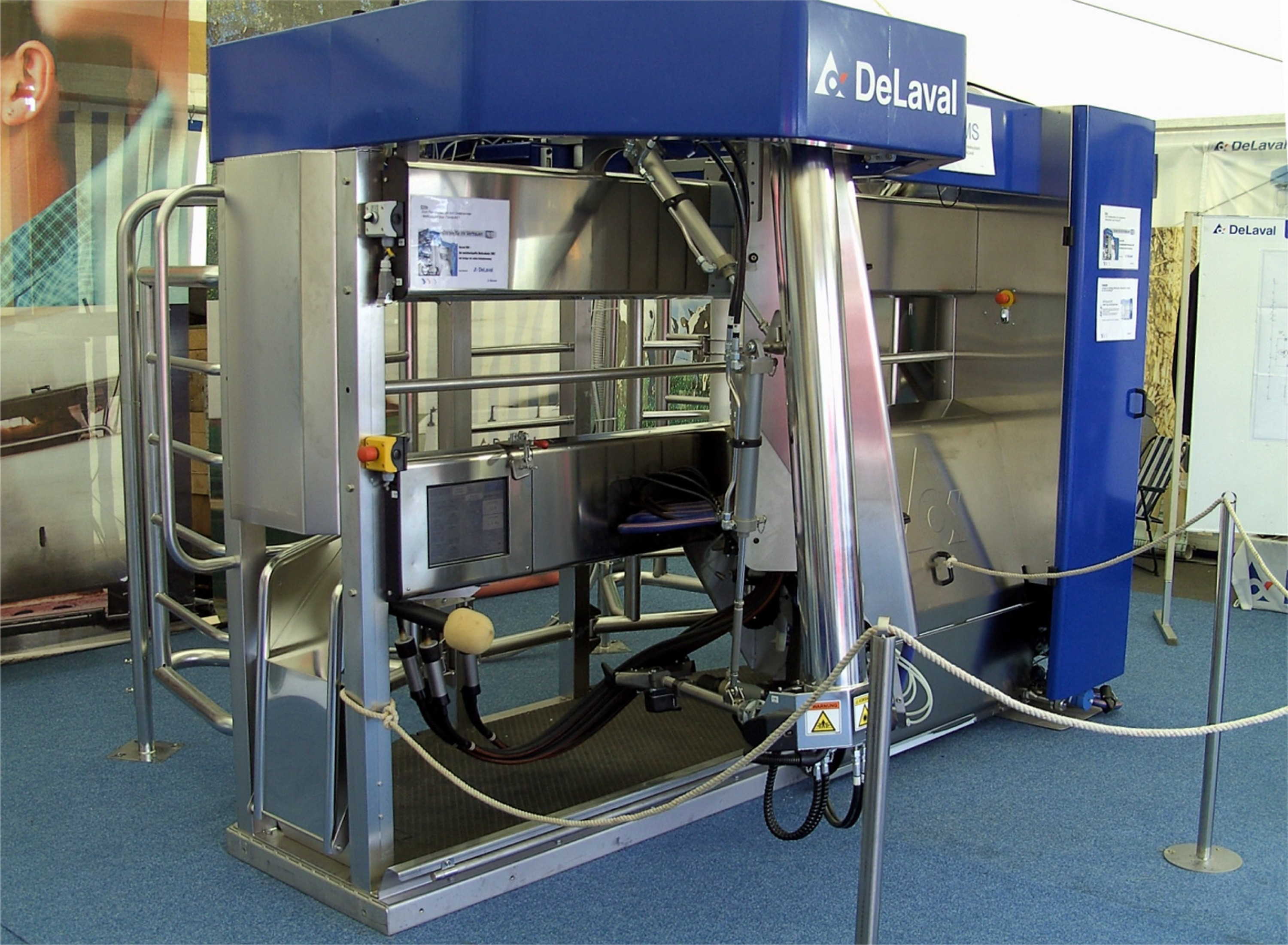
Robot udojowy DeLaval VMS

DeLaval (wcześniej Alfa Laval Agri) – szwedzka firma wydzielona w 1991 z firmy Alfa Laval, założonej w 1883 przez Gustafa de Lavala (wynalazcy pierwszej wirówki do mleka) i Oscara Lamma. Firma jest wiodącym producentem sprzętu mleczarskiego i sprzętu rolniczego do pozyskiwania mleka. Firma jest częścią grupy Tetra Laval, do której należą również Tetra Pak i Sidel.
W latach 1991–1992 nastąpiło utworzenie spółki joint venture Alfa Laval oraz Zjednoczonych Zakładów Archimedes z siedzibą we Wrocławiu, które uprzednio produkowały urządzenia udojowe na szwedzkiej licencji. W 1994 rozpoczęto produkcję wozów paszowych we współpracy z POL-MOT Warfama w Dobrym Mieście k. Olsztyna, od 2000 roku zostały wydzierżawione obiekty produkcyjne. Siedziba polskiego oddziału firmy handlowej, DeLaval Sp. z o.o., do 2010 mieściła się we Wrocławiu. Od 2011 siedziba firmy handlowej znajduje się w Skierniewicach. W lipcu 2013 w Dobrym Mieście została uruchomiona nowa fabryka systemów żywieniowych w którym będą powstawać wozy paszowe, stacje żywienia krów oraz części składowe automatycznego systemu żywienia.